# Hichiriki
Lo hichiriki (篳篥) è uno strumento musicale a fiato munito di ancia doppia, come l'oboe. È usato tradizionalmente nel gagaku, la musica della corte imperiale giapponese.
Apparentemente simile al nostro flauto dolce, è in realtà uno strumento ad ancia doppia: è formato da un tubo di canna di bambù avvolto in corteccia, nella cui sommità è inserita l'ancia.
Lo strumento è un'evoluzione del bili (attualmente chiamato guan), oboe cinese penetrato in Giappone attorno all'ottavo secolo; il nome hichiriki è infatti la pronuncia giapponese dei sinogrammi  impiegati per scrivere la parola cinese bili. Entrambi gli strumenti sono imparentati anche con il p'iri (o piri) coreano.